# Types de contrats d'assurance
 (juin 2019).
Si vous disposez d'ouvrages ou d'articles de référence ou si vous connaissez des sites web de qualité traitant du thème abordé ici, merci de compléter l'article en donnant les références utiles à sa vérifiabilité et en les liant à la section « Notes et références ».
Dans le domaine de l'assurance, il y a deux grands types de contrats d'assurances : le premier type de contrat est l'assurance de personnes qui a pour objet de protéger la personne même de l'assuré ; le second type de contrat est l'assurance de dommages qui a pour objet d'indemniser les victimes après un événement accidentel et involontaire.
Plusieurs types de contrats d'assurance peuvent être couverts simultanément par le même contrat, appelé « multirisque » dans ce cas.

## L'assurance de personnes
Les assurances de personnes ont pour objet de protéger la personne même de l'assuré.
- soit « en cas de vie » (assurance-vie) sous forme de capitalisation donnant lieu au bénéfice du titulaire (ou dans certains cas de ses ayants droit) au versement d'un capital ou d'une rente après une certaine date. On peut y assimiler les retraites, généralement versées par tranches périodiques comme dans le cas d'une rente. Toutefois le régime fiscal est alors différent, et il y a en général indexation sur le coût de la vie ce qui n'est pas le cas pour la plupart des rentes
- soit « en cas de décès » (assurance décès) donnant lieu au versement d'un capital au bénéficiaire ;
- soit par une assurance maladie : l'assurance complémentaire santé, l'assurance hospitalisation, le contrat « accidents corporels » ;
- soit en couverture d'autres risques tels que : la garantie incapacité/invalidité de travail, la garantie dépendance.

## L'assurance de dommages
L'assurance de dommages a pour objet d'indemniser les victimes après un événement accidentel et involontaire (assurance accident), appelé « sinistre ». Elle donne droit à une indemnité, normalement égale au montant du préjudice. Il existe plusieurs types de contrats :
- assurance de tiers : responsabilité civile, etc. ;
- assurance de biens couvre les biens matériels : locaux (assurance habitation), véhicules (assurance automobile), meubles, équipements, stocks, etc. Elle protège contre les incendies, les vols, les accidents et autres dommages involontaires[1]. C'est l'IARD (Incendie, Accident et Risques Divers).
- assurance perte d'exploitation protège contre le préjudice matériel (incendie, inondation, bris de machine, etc.).

### Assurances dans la construction
- Assurance dommages ouvrage
- Assurance décennale en France
- Assurance Tous risques chantier (France)
- Assurance RC Négociant Matériaux de construction (France)
- Assurance RC Fabricant Matériaux de construction (EPERS)

## Assurance alternative
La différence par rapport aux assurances classiques, il s'agit non d'un commerce mais d'une association de cotisants au sein d'une coopérative. Plusieurs personnes s'associent et contribuent, en apportant chacune une somme d'argent, à former un fonds de solidarité que gérera une coopérative. Ce fonds aidera le cotisant qui subit un des sinistres qu'ils auront mentionnés ; au cas où aucun de ces sinistres ne sera produit, le fond sera rendu aux cotisants.
La partie des cotisations qui n'a pas eu besoin d'être utilisée pour couvrir les sinistres des cotisants au cours de l'année n'est pas gardée par la coopérative et considérée comme un bénéfice, mais soit est rendue aux cotisants, soit est gardée et comptée comme un fonds de cotisations déjà versé pour une nouvelle année.
Si le fonds constitué des cotisants n'est pas suffisant pour couvrir les dépenses liées aux dommages, ce sera aux cotisants soit d'apporter de nouvelles cotisations pour couvrir le surplus, soit d'accepter que la coopérative ne couvre pas tous les frais pour tous les cotisants.